# Tóth Zsuzsa (forgatókönyvíró)
Tóth Zsuzsa (Budapest, 1940. augusztus 28. – 2012. augusztus 17.) Balázs Béla-díjas magyar forgatókönyvíró, dramaturg.

## Életpályája
1959–1968 között a Hunnia Filmgyár berendezője, forgatókönyvírója, rendezőasszisztense, valamint Sándor Pál állandó munkatársa volt. 1961 óta rövid-, 1967 óta pedig játékfilmek írója, dramaturgja. 1970–1995 között a Hunnia Filmstúdió dramaturgja volt. 1995-től szabadfoglalkozású volt. 

## Filmjei
- Szorongó varázs (1960)
- A nagyfülű (1965)
- Ezek a fiatalok (1967)
- Bohóc a falon (1967)
- Szeressétek Odor Emiliát! (1969)
- N.N., a halál angyala (1970)
- Sárika, drágám (1970)
- Régi idők focija (1973)
- Herkulesfürdői emlék (1977)
- Szabadíts meg a gonosztól (1979)
- A kis Valentino (1979)
- Vámmentes házasság (1980)
- Ripacsok (1981)
- Nyom nélkül (1982)
- Szerencsés Dániel (1983)
- A legényanya (1989)
- A hecc (1989)
- Itt a szabadság! (1991)
- A Skorpió megeszi az Ikreket reggelire (1992)
- A brooklyni testvér (1995)
- Szeressük egymást gyerekek! (1996)
- Showbálvány (2000)
- Az igazi Mikulás (2005)
- Noé bárkája (2007)